# NK Sesvete
Der Nogometni Klub Sesvete ist ein kroatischer Fußballverein aus dem Zagreber Stadtbezirk Sesvete.

## Geschichte
Die Mannschaft des 1941 unter dem Namen Radnik Sesvete gegründeten Vereins spielte lange Zeit nur im unterklassigen Fußball. 2003 folgte die Umbenennung in den aktuellen Namen. 
Nachdem NK Sesvete in der fünftklassigen Zagreber Stadtliga gespielt hatte, folgte nach dem dortigen Meistertitel 2009 mit zwei weiteren Aufstiegen in direkter Folge als Meister der drittklassigen 3. HNL der erstmalige Aufstieg in die 2. HNL. Als Vizemeister der Spielzeit 2014/15 hinter Inter Zaprešić qualifizierte sich der Klub sportlich für die Relegation zur 1. HNL, erfüllte jedoch nicht die Anforderungen aus dem Lizenzverfahren. In der Folge platzierte er sich weiters in der vorderen Tabellenhälfte, ehe er in der Spielzeit 2021/22 nur den drittletzten Platz erreichte und in die Drittklassigkeit absteigen musste. Nach dem direkten Wiederaufstieg trat die Mannschaft ab 2023 wieder zweitklassig an.
Aufgrund einer Kooperationsvereinbarung mit Dinamo Zagreb wurden teilweise Nachwuchsspieler an NK Sesvete verliehen, um Spielpraxis zu sammeln.